# Condado de Moral de Calatrava
El condado de Moral de Calatrava es un título nobiliario español creado por el rey Alfonso XIII en favor de Álvaro López de Carrizosa y Giles, senador del Reino y diputado a Cortes, el 13 de marzo de 1894 por real decreto y el 25 de junio del mismo año por real despacho.
Fue concedido en recuerdo de un antiguo señorío de su Casa, y su nombre hace referencia a la localidad de Moral de Calatrava, provincia de Ciudad Real. 

## Condes de Moral de Calatrava
|                           | Titular                                                                            | Periodo                   |
| Creación por Alfonso XIII | Creación por Alfonso XIII                                                          | Creación por Alfonso XIII |
| ------------------------- | ---------------------------------------------------------------------------------- | ------------------------- |
| I                         | Álvaro López de Carrizosa y Giles                                                  | 1894-1933                 |
| II                        | Javier López de Carrizosa y Girona                                                 | 1933-1941                 |
| III                       | Jaime López de Carrizosa y Ratibor                                                 | 1941-¿?                   |
| IV                        | María Teresa López de Carrizosa y Ratibor Jose Luis López de Carrizosa “el quillo” | 1987-2002                 |

## Historia de los condes de Moral de Calatrava
La lista de sus titulares es la que sigue:
- Álvaro López de Carrizosa y Giles (1861-1933), I conde de Moral de Calatrava, senador del reino, diputado a Cortes, caballero maestrante de la Real de Ronda, secretario del Congreso de los Diputados. Era hijo de Francisco Javier López de Carrizosa y Pavón, quien era I marqués de Mochales y VIII marqués de Casa Pavón, y de su esposa María del Rosario Giles y Rivero.

Casó en primeras nupcias con Josefa Dávila de Ágreda, hija de Álvaro Dávila y Pérez de Grandallana, VIII Marqués de Villamarta-Dávila, VIII marqués de Mirabal y IX Conde de Villafuente Bermeja.
En segundas nupcias casó con Milagros Girona y Canaleta. De este matrimonio le sucedió:
- Javier López de Carrizosa y Girona, II conde de Moral de Calatrava.

Casó con María Teresa de Ratibor y Grimaud d'Orsay, hija de Maximiliam, príncipe de Hohenloe-Schillingfürst, y de su esposa Françoise Grimaud, condesa de Orsay. En 1941 le sucedió su hijo:
- Jaime López de Carrizosa y de Ratibor, III conde de Moral de Calatrava, XIII marqués de Casa Pavón, V marqués de Mochales, III conde de Eleta.

Casó con María del Rosario de Mariátegui y de Silva, XII duquesa de Almazán.
- María Teresa López de Carrizosa y Ratibor (m. 2002),[2] IV condesa de Moral de Calatrava por pedido del 15 de abril de 1987.[3]